# レイニシアリゼ
株式会社レイニシアリゼは、日本の出版社。

## 単発刊行物
- たっぷり楽しめる!!スケルトン道場[1]
- 推理パズル広場[2]

## 過去の定期刊行物

### アダルト雑誌
- でちゃYeah!（奇数月27日刊）※2020年9月号にて休刊。
- SMネット（偶数月23日刊）※2020年10月号にて休刊。

### パズル雑誌
- スケルトン爽（偶数月8日刊）※2020年11月号にて休刊。
- スケルトン＆アロー広場（偶数月8日刊）※2020年5月号より上記の「スケルトン爽」にリニューアル。